# 미우라 다마키

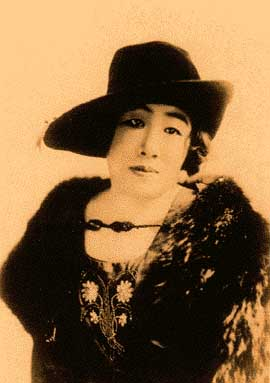

미우라 다마키(三浦 環, 1884년 2월 22일~1946년 5월 26일)는 일본의 오페라 가수로 미국과 유럽 등에서 수많은 공연을 했다. 미우라 다마키의 음역대는 소프라노였으며 특히 나비 부인의 초초상 역을 많이 맡은 것으로 유명하다.